# Coefficient d'absorption

## Optique
En optique, le coefficient d'absorption ou absorptivité est une quantité locale définie à partir de la dérivée de l'absorbance A par rapport au chemin optique L parcouru par un rayonnement électromagnétique dans un milieu donné (exprimé en m−1 ou en cm−1) :
L'utilisation du terme absorptivité n'est pas recommandée.
Le coefficient d'absorption molaire (ε) est le rapport entre l'absorption et la concentration d'une espèce chimique absorbante dans ce milieu (exprimé en L·mol−1·cm−1).
En acoustique, et en particulier en acoustique architecturale, le coefficient d'absorption d'une paroi — plus rigoureusement nommé facteur d'absorption — est le rapport de l'intensité acoustique qui n'est pas réfléchie {\displaystyle I_{a}} (absorbée et transmise) sur l'intensité acoustique incidente {\displaystyle I_{0}} : 